# Apocephalus vibrissicauda
Apocephalus vibrissicauda är en tvåvingeart som beskrevs av Brown 1997. Apocephalus vibrissicauda ingår i släktet Apocephalus och familjen puckelflugor. Inga underarter finns listade i Catalogue of Life.